# Giuseppe Tineo
Giuseppe Tineo (Militello in Val di Catania, 1756 – Palermo, 1812) è stato un botanico italiano.

## Biografia
Figlio di Vincenzo, dottore in legge, e di Francesca Ragusa, si trasferì in giovane età a Palermo compiendovi gli studi universitari. 
Ottenuta nella locale università la cattedra di Botanica, fu anche, dal 1795 al 1812, il primo direttore dell'orto botanico di Palermo. 
| G.Tineo è l'abbreviazione standard utilizzata per le piante descritte da Giuseppe Tineo. Consulta l'elenco delle piante assegnate a questo autore dall'IPNI. |

| Controllo di autorità | VIAF (EN) 309599723 · CERL cnp00904954 · GND (DE) 1052712290 |